# فايزال الرحمن
فايزال الرحمن (بالإنجليزية: Faizal Rehman)‏ هو لاعب كرة قدم هندي في مركز الدفاع، ولد في 1 ديسمبر 1985 في الهند. لعب مع نادي محمدان ونادي مومباي لكرة القدم.

## وصلات خارجية
- فايزال الرحمن على موقع قاعدة بيانات كرة القدم.إي يو (الإنجليزية)
- فايزال الرحمن على موقع Soccerway.com (الإنجليزية)